# Mensfort
Mensfort is een buurt in Woensel-Zuid in Eindhoven, in de Nederlandse provincie Noord-Brabant. De buurt ligt aan de noordkant van het Centrum. Op 1 januari 2023 telde de buurt 3.120 inwoners, verdeeld over 1.594 woningen, met een gemiddelde WOZ-waarde van € 285.000, op een oppervlakte van 0,46 km². 
De buurt bevindt zich in de wijk Erp die uit zes buurten bestaat:
- Groenewoud  (Woensel-West)
- Kronehoef
- Mensfort
- Rapenland
- Vredeoord
- Barrier

De buurt is vernoemd naar een voormalig, twee kilometer noordelijker gelegen, gehucht. Het gebied is gebouwd in de naoorlogse tijd, 1945-1965, en telt nogal wat laagbouw-huurwoningen en relatief veel oudere tweepersoonshuishoudens. Ongeveer één derde van de buurtbevolking is van allochtone afkomst.